# Frontiers in Neuroscience
Frontiers in Neuroscience (ISSN 1664-453X) is een internationaal peer-reviewed wetenschappelijk tijdschrift op het gebied van de neurowetenschap. Het is een open-accesstijdschrift, dat wil zeggen dat de inhoud voor iedereen gratis beschikbaar is, en het wordt alleen online uitgegeven.
Het tijdschrift wordt uitgegeven door Frontiers en is onderdeel van een getrapt systeem van tijdschriften: artikelen worden in eerste instantie gepubliceerd in een zeer gespecialiseerd subtijdschrift, en kunnen als ze veel gelezen worden "opstijgen" naar bredere tijdschriften. In dit systeem staat Frontiers in Neuroscience op de tweede trap. Het heeft 27 subtijdschriften, die elk een eigen ISSN-nummer hebben. Enkele van deze (sub)tijdschriften, zoals Frontiers in Cellular Neuroscience, hadden anno 2012 een impactfactor.
Het eerste artikel in Frontiers in Neuroscience verscheen in augustus 2007. 